# 즐거운 우리들의 천국
《즐거운 우리들의 천국》은 1984년 9월 16일에 MBC TV에서 방영되었던 베스트셀러극장이다.

## 줄거리
동팔(박경순)과 그의 애인 화자(이미영)는 세상의 여러가지 직업을 다 거치면서도 순수함을 잃지 않는다. 어느 날 동팔은 우연히 한 영화감독을 만나 스턴트맨이 되기로 하는데...

## 출연
- 박경순
- 이미영
- 최호창
- 국정환
- 송기윤
- 박종관
- 김기일
- 홍순창
- 추석양
- 홍민우
- 박윤배
- 최재호
- 이영범
- 최병학
- 김성일
- 허기호